# John Wick 2
John Wick 2 – amerykański film akcji neo-noir z 2017 roku w reżyserii Chada Stahelskiego na podstawie scenariusza Dereka Kolstada. W rolach głównych wystąpili Keanu Reeves, Common, Laurence Fishburne, Riccardo Scamarcio, Ruby Rose, John Leguizamo oraz Ian McShane. Film jest sequelem obrazu John Wick z 2014 roku.

## Fabuła
John Wick zostaje zmuszony do spłacenia długu z przeszłości - ma zabić siostrę bossa D'Antonio. Wykonawszy zadanie, Wick zwraca się przeciwko zleceniodawcy, który oferuje nagrodę za jego głowę.

## Obsada
- Keanu Reeves – John Wick
- Riccardo Scamarcio – Santino D’Antonio
- Common – Cassian
- Laurence Fishburne – The Bowery King
- Ruby Rose – Ares
- John Leguizamo – Aurelio
- Ian McShane – Winston
- Bridget Moynahan – Helen Wick
- Lance Reddick – Charon
- Thomas Sadoski – Jimmy
- David Patrick Kelly – Charlie
- Peter Stormare – Abram Tarasov
- Franco Nero – Julius
- Peter Serafinowicz – Sommelier
- Claudia Gerini – Gianna D'Antonio

## Odbiór
W serwisie Rotten Tomatoes 89% z 277 recenzji uznano za pozytywne, a średnia ocen wystawionych na ich podstawie wyniosła 7,40/10, natomiast na portalu Metacritic średnia ocen z 43 recenzji wyniosła 75 punktów na 100.